# Felsőberekszó
Felsőberekszó település Romániában, Szatmár megyében.

## Fekvése
Alsóberekszótól délnyugatra fekvő település.

## Története
Felsőberekszó nevét 1470-ben Felsewberekzo, Berekzo néven említette először oklevél.
1569-ben Felseoberegzó néven írták.
1682 előtt, Várad török uralom alá jutása után elpusztult, majd újra települt.
Kezdetekben a Drágfiak birtokai közé tartozott.
1569 előtt Báthori György birtoka volt, de később Gyulafi Lászlónak adományozta János Zsigmond.
A 20. század elején Szilágy vármegye Szilágycsehi járásához tartozott.
1910-ben 1575 lakosából 79 magyar, 1496 román volt. Ebből 1496 görögkatolikus, 67 izraelita volt.

## Nevezetességek
- Görögkatolikus temploma 1828-ban épült. Az egyházak anyakönyvei 1823-ban kezdődnek.